# كارل رينر
كارل رينر (بالألمانية: Karl Renner) (14 ديسمبر 1870 – 31 ديسمبر 1950)، سياسي ومحامي نمساوي، ينتمي إلى حزب العمال الاشتراكي الديمقراطي النمساوي. يُشار إليه كثيرًا بلقب "أب الجمهوريات" لأنه ترأس أول حكومة لجمهورية النمسا الألمانية وجمهورية النمسا الأولى بين عامي 1919 و1920، ولعب دورًا حاسمًا مرة أخرى في تأسيس الجمهورية الثانية الحالية بعد سقوط ألمانيا النازية عام 1945، ليصبح أول رئيس لها بعد الحرب العالمية الثانية (ورابع رئيس في المجمل).

## المعتقدات السياسية والمساهمات الأكاديمية
أمضى كارل رينر معظم حياته متنقلاً بين الالتزام السياسي كديمقراطي اجتماعي وبين التحليل الأكاديمي كباحث. تمحورت أعماله الأكاديمية حول العلاقة بين القانون الخاص والملكية الخاصة. ففي كتابه "مؤسسات القانون الخاص ووظيفتها الاجتماعية: مساهمة في نقد القانون البرجوازي" الصادر عام 1904، وضع رينر الأسس الأولى لما يُعرف اليوم بعلم اجتماع القانون.
طوّر رينر في هذا الكتاب نظرية ماركسية لمؤسسة القانون الخاص، حيث جادل بأن الفصل بين القانون العام والقانون الخاص هو نتاج للرأسمالية، وبأن الدولة من خلال هذا الفصل تسعى إلى حماية مصالح مالكي رأس المال.
تبنّى اتحاد البوند اليهودي بعض أفكاره وأفكار أوتو باور بشأن الحماية القانونية للأقليات الثقافية، لكن هذه الأفكار لاقت معارضة شديدة من فلاديمير لينين. أما جوزيف ستالين، فقد خصص فصلاً كاملاً في كتابه "الماركسية ومسألة القوميات" لانتقاد فكرة الحكم الذاتي الثقافي التي دافع عنها رينر.
وقد سُمّيت السنة الأكاديمية 1977–1978 في كلية أوروبا باسمه تكريمًا لإسهاماته الفكرية والسياسية.

## روابط خارجية
- كارل رينر على موقع الموسوعة البريطانية (الإنجليزية)
- كارل رينر على موقع مونزينجر (الألمانية)
- كارل رينر على موقع إن إن دي بي (الإنجليزية)
- كارل رينر على موقع ديسكوغز (الإنجليزية)